# Флер-2 (кантон)
Флер-2 (фр. Flers-2) — кантон во Франции, находится в регионе Нормандия, департамент Орн. Входит в состав округа Аржантан.

## История
Кантон образован в результате реформы 2015 года. В его состав вошли отдельные коммуны упраздненных кантонов Флер-Нор и Флер-Сюд, а также одна коммуна кантона Атис-де-л’Орн.

## Состав кантона с 22 марта 2015 года
В состав кантона входят коммуны (население по данным Национального института статистики за 2018 г.):
- Ла-Сель-ла-Форж (1 471 чел.)
- Ландигу (449 чел.)
- Монтийи-сюр-Нуаро (722 чел.)
- Обюсон (423 чел.)
- Сен-Жорж-де-Грозейе (3 160 чел.)
- Сен-Пьер-дю-Регар (1 413 чел.)
- Флер (7 527 чел., восточная половина)

## Политика
На президентских выборах 2022 г. жители кантона отдали в 1-м туре Эмманюэлю Макрону 32,3 % голосов против 24,1 % у Марин Ле Пен и 18,6 % у Жана-Люка Меланшона; во 2-м туре в кантоне победил Макрон, получивший 61,3 % голосов. (2017 год. 1 тур: Эмманюэль Макрон – 26,5 %, Франсуа Фийон – 20,5 %, Марин Ле Пен – 20,0 %,  Жан-Люк Меланшон – 17,1 %; 2 тур: Макрон – 68,6 %. 2012 год. 1 тур: Франсуа Олланд — 31,0 %, Николя Саркози — 24,8 %, Марин Ле Пен — 17,1 %; 2 тур: Олланд — 56,2 %).
С 2021 года кантон в Совете департамента Орн представляют мэр коммуны Сен-Жорж-де-Грозейе Стефан Терье (Stéphane Terrier) и мэр коммуны Ла-Сель-ла-Форж Сильви Тьёлан (Sylvie Thieulent) (оба ― Разные правые).
|                | Кандидаты                  | Партия               | Первый тур | Первый тур     | Второй тур | Второй тур |
| Кол-во голосов | Кандидаты                  | Партия               | % голосов  | Кол-во голосов | % голосов  |            |
| -------------- | -------------------------- | -------------------- | ---------- | -------------- | ---------- | ---------- |
|                | Стефан Терье Сильви Тьёлан | Разные правые        | 1 890      | 56,42          | 2 090      | 58,15      |
|                | Анжела Прес Жереми Прево   | Разные левые         | 1 180      | 35,22          | 1 504      | 41,85      |
|                | Орели Легеде Меди Кемари   | Непокорённая Франция | 280        | 8,36           |            |            |

|                | Кандидаты                      | Партия             | Первый тур | Первый тур     | Второй тур | Второй тур |
| Кол-во голосов | Кандидаты                      | Партия             | % голосов  | Кол-во голосов | % голосов  |            |
| -------------- | ------------------------------ | ------------------ | ---------- | -------------- | ---------- | ---------- |
|                | Ирен Кожан Жерар Колен         | Левый блок         | 2 172      | 42,01          | 2 348      | 43,06      |
|                | Мари-Ноэль Лебулё Стефан Терье | Разные правые      | 1 650      | 31,91          | 1 973      | 36,18      |
|                | Фабьен Герен Мириам Меньян     | Национальный фронт | 1 348      | 26,07          | 1 132      | 20,76      |